# Vallis Schröteri
Vallis Schröteri är en slingrande dalgång på Aristarchusplatån på månens framsida, belägen nära kratrarna Aristarchus och Herodotus. Med en längd på 155 kilometer, upp till 6,0 kilometer bred och cirka 500 meter djup (på sina ställe 750 meter) är Vallis Schröteri månens största dalgång. Den har troligtvis uppkommit genom erosion på grund av lavaflöden. Lavaflödet har sitt ursprung från det så kallade "Cobra Head" ("Kobrahuvudet").